# AGOVV in het seizoen 1968/69
Het seizoen 1968/1969 was het 15e jaar in het bestaan van de Apeldoornse betaaldvoetbalclub AGOVV. De club kwam uit in de Tweede divisie en eindigde daarin op de 17e plaats. Tevens deed de club mee aan het toernooi om de KNVB beker, hierin werd in de eerste ronde verloren van Feijenoord (0–5).

## Wedstrijdstatistieken

### Tweede divisie
|       | Baronie | SC Drente | EDO   | Excelsior | Fortuna | Gooiland | De Graafschap | Heerenveen | Hermes DVS | Limburgia | NOAD  | PEC   | Roda JC | Velox | FC VVV | ZFC   | Zwolsche Boys |
| ----- | ------- | --------- | ----- | --------- | ------- | -------- | ------------- | ---------- | ---------- | --------- | ----- | ----- | ------- | ----- | ------ | ----- | ------------- |
| Thuis | 2 – 1   | 1 – 5     | 2 – 1 | 1 – 4     | 0 – 2   | 2 – 3    | 3 – 0         | 1 – 3      | 2 – 0      | 2 – 0     | 2 – 0 | 1 – 2 | 2 – 1   | 2 – 2 | 4 – 2  | 0 – 2 | 0 – 2         |
| Uit   | 3 – 1   | 6 – 2     | 3 – 1 | 4 – 2     | 3 – 0   | 0 – 1    | 6 – 1         | 0 – 0      | 1 – 0      | 6 – 1     | 3 – 0 | 5 – 0 | 5 – 2   | 1 – 3 | 4 – 1  | 3 – 1 | 1 – 1         |

### KNVB Beker
| 1e ronde                                       | AGOVV | 0 – 5 (0 – 2) | Feijenoord                                                                |
| 15 september 1968 Plaats: Apeldoorn Berg & Bos |       |               | 35' Rinus Israël 42' Henk Wery 51' Willem van Hanegem 53', 72' Wim Jansen |

## Statistieken AGOVV 1968/1969

### Eindstand AGOVV in de Nederlandse Tweede divisie 1968 / 1969
| Stand | Gespeeld | Gewonnen | Gelijk | Verloren | Punten | Doelpunten voor | Doelpunten tegen |
| ----- | -------- | -------- | ------ | -------- | ------ | --------------- | ---------------- |
| 17e   | 34       | 10       | 3      | 21       | 23     | 44              | 84               |

### Topscorers
| #      | Naam              | Goal |
| ------ | ----------------- | ---- |
| 1.     | Frits Hoeben      | 10   |
| 2.     | Leo van de Kraats | 9    |
| 3.     | Aad van der Voort | 6    |
| 4.     | Pauke Meijers     | 4    |
| 4.     | Jacques Wentink   | 4    |
| 6.     | Joop Steenhuis    | 3    |
| 6.     | Herman Tesselink  | 3    |
| 8.     | Jan Evers         | 2    |
| 8.     | Hans van Houttum  | 2    |
| 10.    | Gerard Kool       | 1    |
| Totaal | Totaal            | 44   |

| #      | Naam        | Goal |
| ------ | ----------- | ---- |
| –      | Geen speler | –    |
| Totaal | Totaal      | 0    |

## Voetnoten
AGOVV · Baronie · SC Drente · EDO · Excelsior · Fortuna · Gooiland · De Graafschap · Heerenveen · Hermes DVS · Limburgia · NOAD · PEC · Roda JC · Velox · FC VVV · ZFC · Zwolsche Boys